# جوناثان بوردن
جوناثان آلان بوردن (بالإنجليزية: Jonathan Alan Borden )‏ طبيب أعصاب أمريكي وضع تصنيف بوردن للناسور الشرياني الوريدي. وقد شارك في تطبيقات التطبيب عن بعد على الإنترنت.

## تعليمه
ولد جوناثان آلان بوردن في 31 أكتوبر 1962 في روتشستر (نيويورك)، في هارتفورد (كونيتيكت). تخرج بوردن من كلية أميرست، ماساتشوستس وحصل على بكالوريوس الآداب في العلوم العصبية في جامعة ييل. أكمل تدريبه في جراحة الأعصاب في جامعة تافتس في بوسطن.

## أبحاثه
اشتمل عمل جوناثان العلمي على تطبيق علم الحاسوب على علم الأعصاب. استخدم أول عمل في تقنيات الذكاء الاصطناعي لنموذج الشبكات العصبية في الدماغ. وقد استخدم تقنيات رسومات الحاسوب لتحليل نتائج التجارب البيولوجية الجزيئية التقليدية. عمل في مختبر إلياس مانويليديس ولورا مانوليديس في مدرسة طب جامعة ييل، وكتب أبحاثا حول تنظيم الكروموسومات البينية في أنسجة المخ البشرية.
طور جوناثان تصنيف بوردن للناسور الشرياني الوريدي. في مركز تافتس - نيو إنجلاند الطبي.
كان الدكتور بوردن أستاذا مساعدا في جراحة المخ والأعصاب بـ جامعة تافتس في بوسطن في الفترة من 1995 إلى 2002. وكان مدير مركز سكين بوسطن غاما. كان جوناثان وتيم براي من المحررين المشاركين في RDDL. قام بتأليف مواصفات XMTP وهي طريقة مبكرة لتمثيل البريد الإلكتروني SMTP/RFC 811 .كان جوناثان مستشاراً لمديرية العلوم في ناسا، وكان خبيرا مدعوا لمجموعة العمل على رابطة الشبكة العالمية كونسورتيوم أونتولوغي، وقد شارك بنشاط في تطوير وتوحيد شمل السجلات الطبية الإلكترونية.
وفي الآونة الأخيرة، شارك الدكتور بوردن في دراسات بحثية تهدف إلى إصلاح الأقراص الفقرية المنكسرة باستخدام عوامل النمو، والخلايا الجذعية والتقنيات الجراحية الدقيقة.

## وصلات خارجية
- Jonathan Borden's CV نسخة محفوظة 24 يونيو 2018 على موقع واي باك مشين.